# Tượng đài Quốc gia Tượng Nữ thần Tự do
Tượng đài Quốc gia Tượng Nữ thần Tự do (tiếng Anh: Statue of Liberty National Monument) là một tượng đài quốc gia bao gồm Đảo Liberty và Đảo Ellis trong Bến cảng New York. Nó gồm có Tượng Nữ thần Tự do, nằm trên Đảo Liberty (40°41′24″B 74°02′44″T / 40,689978°B 74,045448°T), và khu vực tiếp nhận di dân xưa trên Đảo Ellis (40°41′57″B 74°02′23″T / 40,6993°B 74,039655°T). Tượng Nữ thần Tự do được khánh thành vào năm 1886. Trạm tiếp nhận di dân tại Đảo Ellis mở cửa năm 1892 và đóng cửa năm 1954.
Tổng thống Calvin Coolidge sử dụng quyền hạn của mình theo Đạo luật Antiquities để tuyên bố bức tượng là một tượng đài quốc gia vào năm 1924. Năm 1937, qua tuyên bố số 2250, Tổng thống Franklin D. Roosevelt mở rộng tượng đài bao gồm tất cả phần đất của Đảo Bedloe. Năm 1956, một đạo luật của Quốc hội Hoa Kỳ chính thức đặt tên lại cho Đảo Bedloe thành Đảo Liberty. Đảo Ellis được biến thành một phần của Tượng đài Quốc gia Tượng Nữ thần Tự do theo tuyên cáo của Tổng thống Lyndon Johnson năm 1965. Khu lịch sử Hoa Kỳ, một loại liệt kê đơn lập trên Sổ bộ Địa danh Lịch sử Quốc gia Hoa Kỳ, được ấn định vào năm 1966. Tượng đài này được văn phòng đặc trách các công viên quốc gia trong khu vực Bến cảng New York trực thuộc Cục Công viên Quốc gia Hoa Kỳ quản lý.

## Đặc điểm nổi bật
Tượng Nữ thần Tự do là biểu tượng tự do lừng danh thế giới, được Pháp trao tặng cho Hoa Kỳ để chào mừng tình hữu nghị. Đảo Ellis gần đó là một điểm dừng chân đầu tiên của hàng triệu di dân đến Hoa Kỳ trong cuối thế kỷ 19 và đầu thế kỷ 20. Tượng đài quốc gia này gợi nhớ lại thời kỳ di dân khổng lồ đến Hoa Kỳ.
Dưới chân Tượng Nữ thần Tự do có một tấm biển có khắc những hàng chữ trích từ bài thơ "The New Colossus" của nữ thi sĩ Emma Lazarus. Bài thơ được khắc vào năm 1903, gần 10 năm sau khi tác giả đã qua đời. Bài thơ lần đầu tiên xuất hiện tại buổi triển lãm gây quỹ năm 1883 nhằm hưởng ứng việc  Ủy ban Hoa Kỳ tổ chức một số lớn các sự kiện để vận động gây quỹ cho bức tượng bắt đầu từ năm 1882. Constance Cary Harrison, một nhà soạn kịch, phụ trách việc kêu gọi các nghệ sỹ tham gia buổi đấu giá, đã đề nghị Emma Lazarus đóng góp một tác phẩm cho sự kiện này. Điều khiến Harrison bất ngờ là Lazarus thẳng thừng từ chối lời đề nghị và nói rằng bà không bao giờ viết theo "kiểu bị đặt hàng". Tuy nhiên, Harrison không bỏ cuộc, tìm cách thuyết phục nữ thi sỹ khi nhắm đến những hoạt động và tư tưởng vì xã hội của bà. Vào lúc đó, bà cũng đang tham gia vào công cuộc giúp đỡ người tị nạn đến Thành phố New York sau khi họ vượt thoát khỏi các cuộc náo loạn bài Do Thái tại Đông Âu. Những người tị nạn này buộc phải sống trong những điều kiện mà bà Lazarus giàu có chưa từng trải qua. Bà tìm thấy một cách để bày tỏ sự thông cảm của bà đối với những người tị nạn qua những từ ngữ diễn tả về bức tượng. Lazarus quay trở lại tìm Harrison hai ngày sau đó với một bài thơ hoàn chỉnh với cái tên "The New Colossus" (tạm dịch: "Bức tượng Khổng lồ mới") theo thể điệu "sonnet" ra đời, với nội dung ca ngợi bức tượng Nữ thần Tự do khổng lồ là biểu tượng cho sức mạnh của nữ quyền và bình đẳng. Mãi đến năm 1901, khi một người bạn thân của Lazarus là Georgina Schuyler tìm thấy bài thơ, tác phẩm đầy ý nghĩa này mới thực sự sống lại. Để tưởng nhớ nữ thi sỹ Lazarus, Schuyler đã tổ chức các hoạt động quảng bá tác phẩm này và đưa nó đến gần hơn với người đọc. Trên thực tế, Emma Lazarus chưa từng trực tiếp nhìn thấy Nữ thần Tự do khi bà viết "The New Colossus". Tuy nhiên, ý nghĩa của bài thơ cùng những gì mà hình ảnh Nữ thần Tự do mang lại về sự bảo vệ và công bằng, chắc chắn cũng đã là một phần không thể phủ nhận trong lịch sử của Hoa Kỳ.
| “ | Give me your tired, your poor, Your huddled masses yearning to breathe free, The wretched refuse of your teeming shore. Send these, the homeless, tempest-tossed to me, I lift my lamp beside the golden door! | ” |

| “ | Tạm dịch: Hãy trao ta đám người kiệt sức, nghèo khổ, Đám người nheo nhóc khao khát hơi thở tự do, Những khốn khó rác rưởi trôi dạt từ bờ bến chen chúc. Gửi họ, kẻ không nhà, dông tố vùi dập đến ta. Ta giương ngọn đèn bên cánh cửa vàng! | ” |

## Vị trí và lối vào

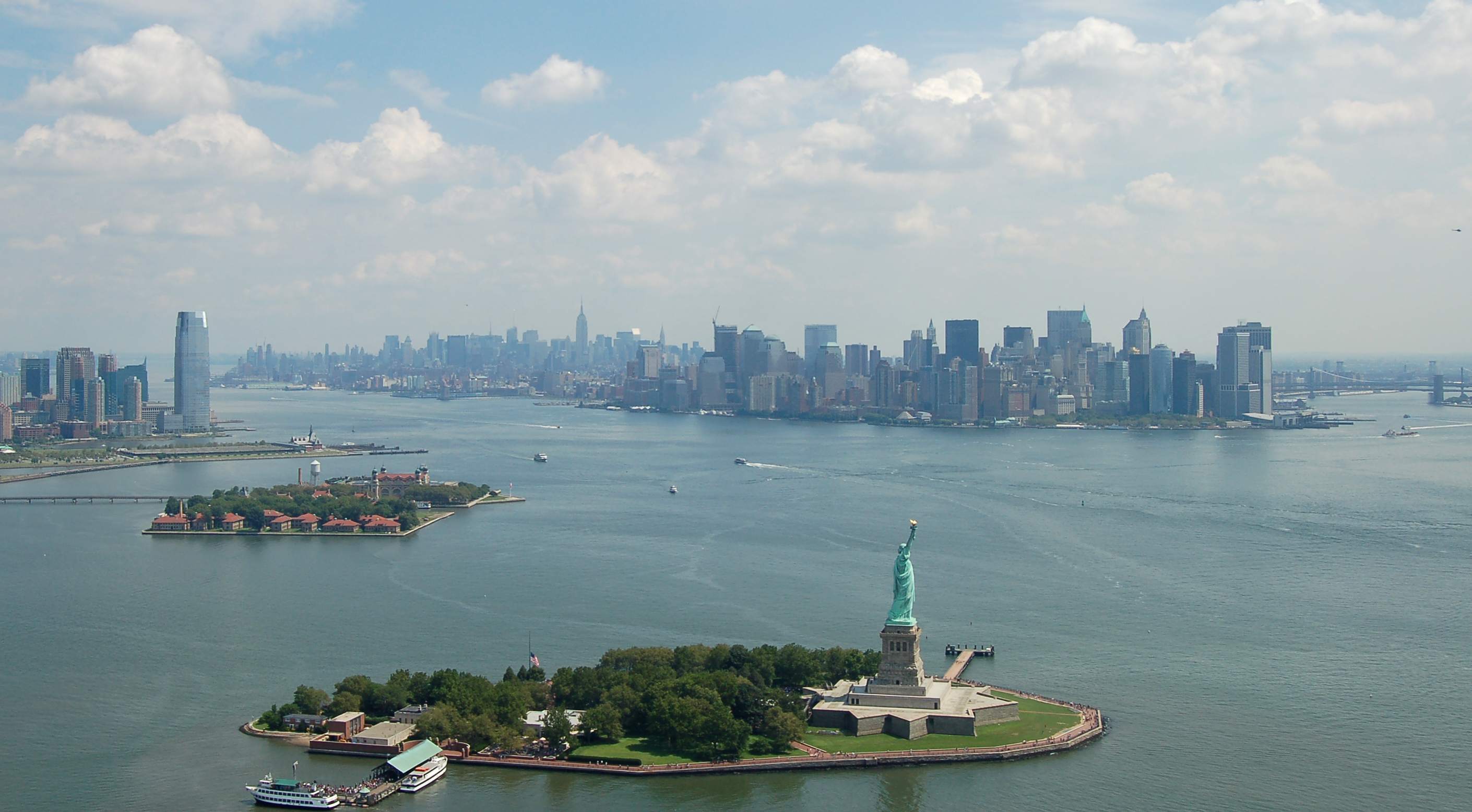
Đảo Liberty, đảo Ellis và phía sau là Thành phố Jersey (trái) và Manhattan (phải)

Tượng đài quốc gia này nằm trong Vịnh Thượng New York ở phía đông Công viên Tiểu bang Liberty State của Thành phố Jersey, New Jersey và phía tây nam Công viên Battery nằm ở góc nhọn của khu Manhattan trong Thành phố New York. Vào cổng miễn phí nhưng tất cả du khách phải trả tiền đi phà.
Năm 2007, Statue Cruises được phép điều hành việc chuyên chở và bán vé cho các dịch vụ tiện ích khác, thay thế Circle Line từng phục vụ từ năm 1953. Khu vực mặt nước quanh tượng đài do Cảnh sát Công viên Hoa Kỳ tuần tra để thi hành luật pháp nhằm hạn chế tàu thuyền tư nhân ghé vào khu vực tượng đài. Các chuyến phà khởi hành từ cả hai công viên và tất cả các chuyến đều dừng tại cả hai đảo, giúp cho du khách viếng thăm cả hai đảo cũng như có thể chọn lựa điểm đến trên chuyến quay về.
Vé được bán tại Castle Clinton trong Công viên Battery hay tại Ga xe lửa Communipaw nằm trong Công viên Tiểu bang Liberty. Cùng với vé phà, du khách có ý định vào nền tượng cũng phải mua 1 vé khác để vào tham quan Những ai muốn đi cầu thang lên đến tận phần mũ mện (crown) bên trong tượng phải mua một vé đặc biệt. Vé này phải đặt trước có khi lên đến 1 năm. Mỗi nhóm 10 người, ba nhóm mỗi giờ, mỗi ngày tổng cộng có 240 người được phép đi lên đến đó. Sau khi bắt buộc qua kiểm tra an ninh lần thứ hai thì du khách chỉ có thể mang theo mình thuốc uống và máy ảnh, bỏ lại tất cả những thứ khác vào trong ngăn khóa được cung cấp cho du khách sử dụng.

## Thẩm quyền

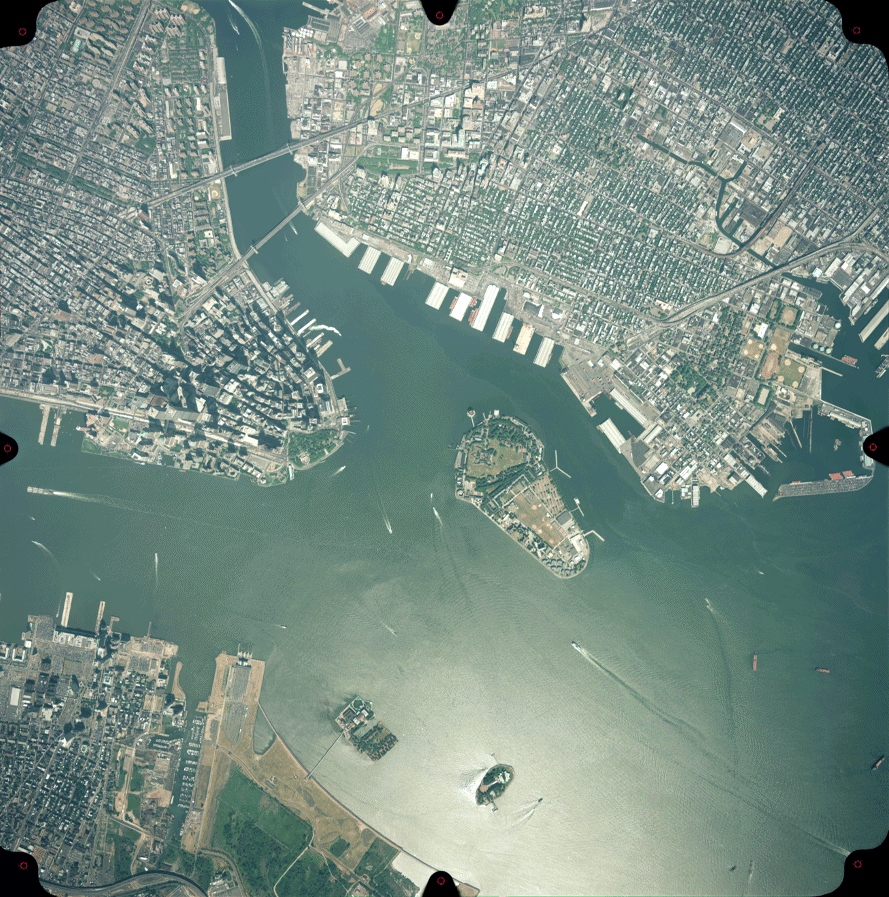
Cảng New York tại Vịnh Thượng New York năm 1999: Manhattan (trái), Brooklyn (trên), Jersey (dưới), Đảo Ellis ((giữa phía dưới, trái) và Đảo Liberty (phải), Đảo Governor (lớn nhất ở giữa) ở cửa sông Hudson (trái) gần Công viên Tiểu bang Liberty

Đảo Liberty và Đảo Ellis là tài sản của Chính phủ liên bang Hoa Kỳ từ năm 1800 và 1808, theo thứ tự thời gian. Những hoàn cảnh lịch sử đã khiến cho tình trạng bất thường xảy ra đối với Đảo Liberty và 3,3 mẫu Anh (13.000 m2) đất của Đảo Ellis biến thành những khu cách biệt bên ngoài của 1 tiểu bang là tiểu bang New York lại nằm hoàn toàn bên trong 1 tiểu bang khác là tiểu bang New Jersey. Quyền lực, thẩm quyền, và chủ quyền của những hòn đảo này đã từng là chủ thể của một loạt phức tạp gồm có 1 lần ban tặng đất thời thuộc địa, 1 chỉ thị của tỉnh trưởng, và 1 hiệp ước liên tiểu bang cũng như một vài lần kiện tụng và phán quyết của Tối cao Pháp viện Hoa Kỳ. Đảo Liberty và một phần trên Đảo Ellis là một phần đất của Thành phố New York tuy chúng bị bao bọc xung quanh bởi ranh giới hành chính của Thành phố Jersey trong đó có 24 mẫu Anh (97.000 m2) đất san lấp nhân tạo tại Đảo Ellis và những khu vực gần bờ. Khu vực thẩm quyền không do chính phủ liên bang nắm giữ thì rơi vào thẩm quyền của tiểu bang. Tuy nhiên, toàn bộ khu vực tượng đài quốc gia này vẫn là tài sản liên bang. Những phán quyết pháp lý không đưa đến kết quả là hai tiểu bang tranh chấp nhận lấy trách nhiệm bảo trì, bảo tồn hay cải thiện bất cứ các tài sản lịch sử nào.

## Những nơi có liên quan

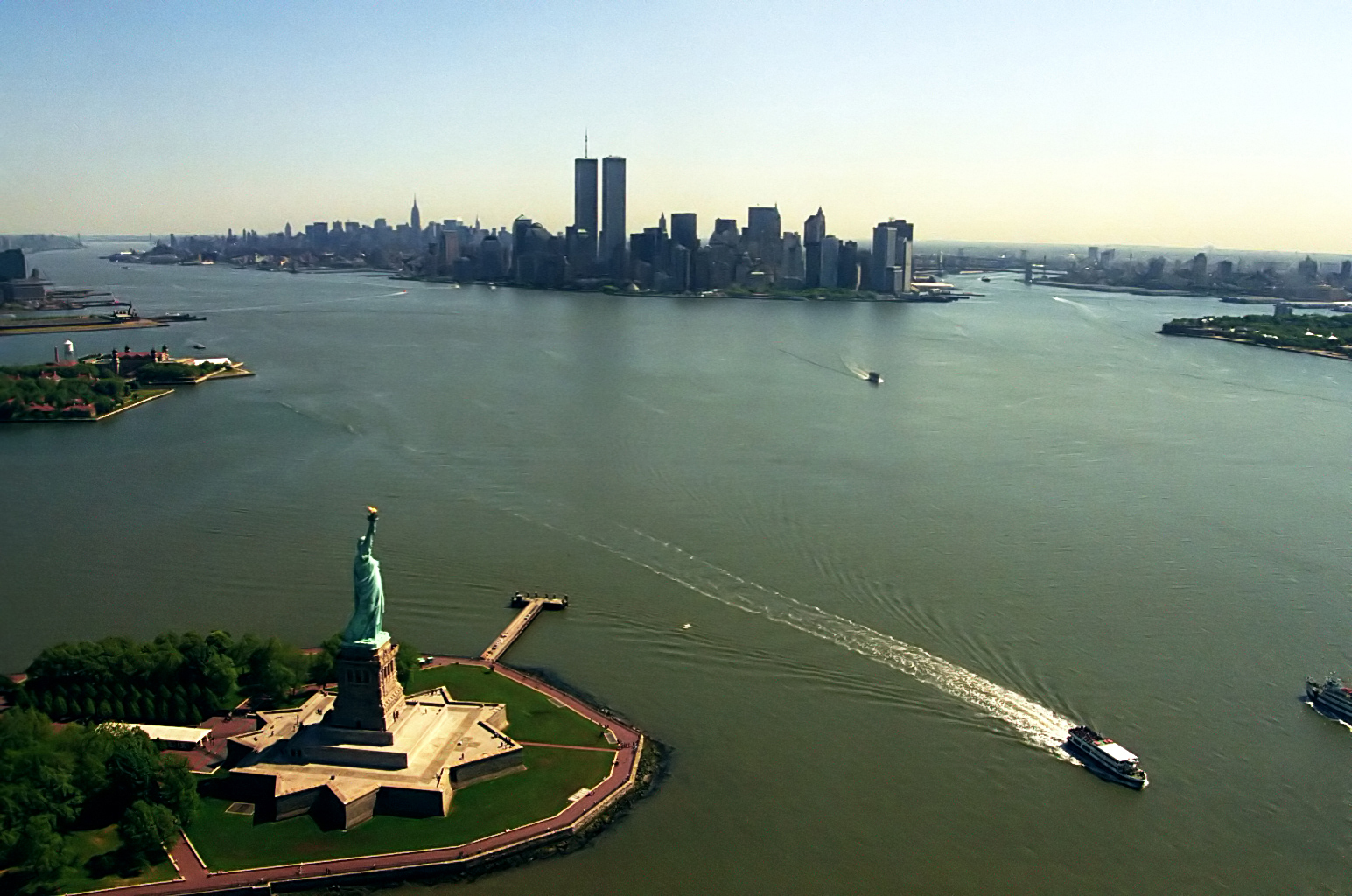
Quang cảnh bến cảng trước khi Trung tâm Thương mại Thế giới bị phá hủy trong năm 2001

- Nhà ga Communipaw
- Castle Clinton
- Công viên Tiểu bang Liberty
- Công viên Battery
- Đảo Governors